# Okręg La Rochelle
Okręg La Rochelle (fr. Arrondissement de La Rochelle) – okręg w zachodniej Francji. Populacja wynosi 199 tysięcy.

## Podział administracyjny
W skład okręgu wchodzą następujące kantony:
- Ars-en-Ré,
- Aytré,
- Courçon,
- Jarrie,
- La Rochelle-1,
- La Rochelle-2,
- La Rochelle-3,
- La Rochelle-4,
- La Rochelle-5,
- La Rochelle-6,
- La Rochelle-7,
- La Rochelle-8,
- La Rochelle-9,
- Marans,
- Saint-Martin-de-Ré.